# Ricardo Arias (futbolista)
Ricardo Penella Arias, deportivamente conocido como Arias (Catarroja, Valencia, España, 25 de febrero de 1957) es un exfutbolista internacional español. Desarrolló la mayor parte de su carrera profesional como defensa del Valencia CF en la Primera División de España. Actualmente sigue aportando su talento en la liga de veteranos junto a otros jugadores míticos del Valencia C. F, compaginando su trabajo en la Asociación Futbolistas del Valencia C.F y como embajador del club. 
Desde 2015 se le puede escuchar en la radio del Valencia C. F. como comentarista durante los partidos de LaLiga.

## Trayectoria
Arias se formó en las categorías inferiores del Valencia CF y debutó en el primer equipo con apenas diecinueve años en la temporada 76-77. En sus primeros años jugaba como centrocampista defensivo si bien con el paso del tiempo acabó asentándose como libre. Fue en esta posición en la que se hizo imprescindible en el Valencia C. F. hasta el punto que actualmente es el segundo en cuanto a partidos disputados con el equipo que con 537 participaciones, por detrás únicamente de Fernando Gómez Colomer.
Era un jugador que destacaba por su físico debido a su gran altura. No se prodigaba mucho en el ataque, de hecho sólo anotó un gol en su dilatada trayectoria en la Primera División. Sin embargo no estaba exento de técnica siendo un jugador muy del estilo de la época (influido por Franz Beckenbauer) en la que se exigía al líbero además de la destrucción del juego del rival la función de creador de juego mediante pases largos y el posicionamiento de la defensa todo ello ejecutado de lamanera más estética posible.
A pesar de los escasos goles que anotó en su carrera deportiva marcó uno fundamental, el sexto de la tanda de penaltis de la final de la recopa que el Valencia CF le ganó al Arsenal F.C. en 1980 Es el jugador de campo que más partidos de liga ha estado sin marcar gol.
Tras su larga y fructífera carrera en el Valencia CF, 1976-1992, fichó por el CD Castellón dónde disputó una temporada a gran nivel.

## Selección nacional
Fue internacional con la Selección nacional de fútbol de España un partido. Su debut se produjo el 26 de septiembre de 1979 ante Portugal en Vigo con resultado de empate a uno.

## Clubes
| Club         | País   | Año       | Partidos | Goles |
| ------------ | ------ | --------- | -------- | ----- |
| Valencia CF  | España | 1976-1992 | 656      | 17    |
| CD Castellón | España | 1992-1993 | 35       | 0     |

## Palmarés

### Títulos nacionales
| Título       | Equipo      | País   | Año  |
| ------------ | ----------- | ------ | ---- |
| Copa del Rey | Valencia CF | España | 1979 |

### Títulos internacionales
| Título              | Equipo      | País   | Año  |
| ------------------- | ----------- | ------ | ---- |
| Recopa de Europa    | Valencia CF | España | 1980 |
| Supercopa de Europa | Valencia CF | España | 1980 |